# Frente Cívico de Córdoba
Il Frente Cívico de Córdoba, già Nuovo Partito contro la Corruzione, per l'Onestà e la Trasparenza (in spagnolo: Partido Nuevo contra la Corrupción, por la Honestidad y la Transparencia) è un partito politico argentino, attivo nella provinci di Córdoba, appartenente alla coalizione di centro-sinistra Fronte Ampio Progressista.